# Sainte-Mère-Église
Sainte-Mère-Église és un municipi francès situat al departament de la Manche i a la regió de Normandia. L'any 2007 tenia 1.611 habitants.

## Demografia

### Població
El 2007 la població de fet de Sainte-Mère-Église era de 1.611 persones. Hi havia 688 famílies de les quals 220 eren unipersonals (80 homes vivint sols i 140 dones vivint soles), 212 parelles sense fills, 200 parelles amb fills i 56 famílies monoparentals amb fills.
La població ha evolucionat segons el següent gràfic:
Habitants censats

### Habitatges
El 2007 hi havia 820 habitatges, 692 eren l'habitatge principal de la família, 47 eren segones residències i 81 estaven desocupats. 728 eren cases i 87 eren apartaments. Dels 692 habitatges principals, 390 estaven ocupats pels seus propietaris, 288 estaven llogats i ocupats pels llogaters i 14 estaven cedits a títol gratuït; 2 tenien una cambra, 53 en tenien dues, 180 en tenien tres, 178 en tenien quatre i 279 en tenien cinc o més. 483 habitatges disposaven pel capbaix d'una plaça de pàrquing. A 368 habitatges hi havia un automòbil i a 224 n'hi havia dos o més.

### Piràmide de població
La piràmide de població per edats i sexe el 2009 era:
| Homes | Edats   | Dones |
| ----- | ------- | ----- |
| 0     | 95 o +  | 4     |
| 0     | 90 a 94 | 20    |
| 16    | 85 a 89 | 32    |
| 20    | 80 a 84 | 12    |
| 24    | 75 a 79 | 56    |
| 24    | 70 a 74 | 68    |
| 52    | 65 a 69 | 52    |
| 64    | 60 a 64 | 60    |
| 16    | 55 a 59 | 48    |
| 36    | 50 a 54 | 32    |
| 40    | 45 a 49 | 32    |
| 72    | 40 a 44 | 48    |
| 44    | 35 a 39 | 60    |
| 44    | 30 a 34 | 36    |
| 68    | 25 a 29 | 72    |
| 48    | 20 a 24 | 24    |
| 36    | 15 a 19 | 40    |
| 68    | 10 a 14 | 32    |
| 60    | 5 a 9   | 48    |
| 56    | 0 a 4   | 28    |

## Economia
El 2007 la població en edat de treballar era de 905 persones, 642 eren actives i 263 eren inactives. De les 642 persones actives 575 estaven ocupades (307 homes i 268 dones) i 67 estaven aturades (31 homes i 36 dones). De les 263 persones inactives 116 estaven jubilades, 63 estaven estudiant i 84 estaven classificades com a «altres inactius».

### Ingressos
El 2009 a Sainte-Mère-Église hi havia 703 unitats fiscals que integraven 1.589 persones, la mediana anual d'ingressos fiscals per persona era de 15.500 €.

### Activitats econòmiques
Dels 121 establiments que hi havia el 2007, 2 eren d'empreses extractives, 2 d'empreses alimentàries, 3 d'empreses de fabricació d'altres productes industrials, 19 d'empreses de construcció, 34 d'empreses de comerç i reparació d'automòbils, 3 d'empreses de transport, 14 d'empreses d'hostatgeria i restauració, 1 d'una empresa d'informació i comunicació, 8 d'empreses financeres, 4 d'empreses immobiliàries, 7 d'empreses de serveis, 17 d'entitats de l'administració pública i 7 d'empreses classificades com a «altres activitats de serveis».
Dels 43 establiments de servei als particulars que hi havia el 2009, 1 era una oficina d'administració d'Hisenda pública, 1 gendarmeria, 1 oficina de correu, 3 oficines bancàries, 4 tallers de reparació d'automòbils i de material agrícola, 1 taller d'inspecció tècnica de vehicles, 1 autoescola, 3 paletes, 1 guixaire pintor, 4 fusteries, 6 lampisteries, 2 electricistes, 1 empresa de construcció, 3 perruqueries, 2 veterinaris i 9 restaurants.
Dels 13 establiments comercials que hi havia el 2009, 2 eren supermercats, 1 una gran superfície de material de bricolatge, 1 una botiga de més de 120 m², 2 fleques, 1 una fleca, 1 una sabateria, 1 una botiga de mobles, 2 drogueries i 2 floristeries.
L'any 2000 a Sainte-Mère-Église hi havia 32 explotacions agrícoles que ocupaven un total de 1.248 hectàrees.

## Equipaments sanitaris i escolars
El 2009 hi havia 1 farmàcia i 1 ambulància.
El 2009 hi havia 2 escoles elementals. Sainte-Mère-Église disposava d'un col·legi d'educació secundària amb 314 alumnes.

## Poblacions més properes
El següent diagrama mostra les poblacions més properes.